# Max Jähnig
Ernst Max Jähnig (* 10. August 1885 in Dresden; † 18. Juni 1944 ebenda) war ein deutscher Schauspieler und Regisseur.

## Leben und Wirken
Er war der Sohn des Schneiders Ernst Bernhard Jähnig. Nach dem Schulabschluss schlug er eine Schauspielausbildung ein. Erste Auftritte hatte er an den Bühnen in Zwickau und Neiße, bevor er dauerhaft zum Albert-Theater in seiner Heimatstadt Dresden kam, wo er jahrzehntelang auch als Regisseur wirkte. Zu seinen Hauptrollen zählten Brandt („Die Ehre“), Mehlmeyer („Mein Leopold“), Ulrich („Der Rattenfänger von Hameln“) und Möller („Der Erbförster“).